# Lijst van burgemeesters van Udenhout
Dit is een lijst van burgemeesters van de voormalige Nederlandse gemeente Udenhout tot die gemeente op 1 januari 1997 opgeheven werd en voor het grootste deel opging in de gemeente Tilburg en de rest bij de gemeente Haaren kwam.
| Ambtsperiode | Naam burgemeester                                  | Partij of stroming | Bijzonderheden                             |
| ------------ | -------------------------------------------------- | ------------------ | ------------------------------------------ |
| 1810 - 1812  | Johannes Andries van den Bosch                     |                    | maire                                      |
| 1812 - 1820? | Jean Charles Fredric de Franckenberg de Proschlitz |                    | maire/schout                               |
| 1821 - 1832  | Wilhelmus Lambertus Pijnenburg                     |                    | schout                                     |
| 1832 - 1852  | Antonie (A.) Robben                                |                    |                                            |
| 1852 - 1864  | Andries (A.) Kuypers                               |                    |                                            |
| 1865 - 1900  | Joseph (J.) van Iersel                             |                    |                                            |
| 1900 - 1921  | Henricus (H.W.A.) van Heeswijk                     |                    |                                            |
| 1922 - 1936  | Matheus (M.G.) de Goey                             |                    |                                            |
| 1936 - 1945  | Antonius (A.M.) de Klerk                           |                    |                                            |
| 1945 - 1946  | Jan (J.P.M.) Meuwese                               |                    | waarnemend                                 |
| 1947 - 1970  | Mr. Willebrordus (W.Th.M.) Verhoeven               |                    |                                            |
| 1970 - 1971  | Mr. Henk (H.J.M.) Stieger                          | KVP                | waarnemend; tevens burgemeester van Drunen |
| 1971 - 1981  | Hans (J.B.M.) Hoefsloot                            | KVP / CDA          |                                            |
| 1982 - 1991  | Hein (H.J.M.) Tops                                 | PvdA               |                                            |
| 1992 - 1996  | Wim (W.J.A.) Dijkstra                              | PvdA               |                                            |
| 1996 - 1997  | Fred (G.J.) de Graaf                               | VVD                | waarnemend                                 |